# Aleksandr Chorošilov
Aleksandr Viktorovič Chorošilov (in russo Александр Викторович Хорошилов?; Elizovo, 16 febbraio 1984) è uno sciatore alpino russo.

## Biografia

### Stagioni 2000-2006
Attivo in gare FIS dal gennaio del 2000, Chorošilov ha esordito in Coppa Europa il 14 febbraio 2001 a Ravascletto in slalom gigante, senza qualificarsi per la seconda manche, in Coppa del Mondo il 17 dicembre 2004 nel supergigante della Val Gardena, chiuso al 53º posto, e ai Campionati mondiali a Bormio/Santa Caterina Valfurva 2005, senza completare né la discesa libera né la combinata.
Nella stagione successiva ha conquistato i primi punti in Coppa del Mondo, con l'8º posto ottenuto nella classica combinata dell'Hahnenkamm a Kitzbühel il 22 gennaio 2006. In seguito ha preso parte ai suoi primi Giochi olimpici invernali, Torino 2006, classificandosi 38º nella discesa libera, 41º nel supergigante, 22º nella combinata e non concludendo lo slalom speciale.

### Stagioni 2007-2010
Ai Mondiali di Åre 2007 ha preso parte a tutte le gare in programma, piazzandosi 43º nella discesa libera, 43º nel supergigante, 31º nello slalom gigante e non portando a termine lo slalom speciale e la supercombinata. Due anni dopo, nella rassegna iridata di Val-d'Isère 2009, è stato invece 30º nel supergigante, 12º nello slalom speciale, 10º nella supercombinata e non ha finito lo slalom gigante. Poco più tardi, il 20 febbraio, ha colto a Monte Pora il suo primo podio in Coppa Europa: 3º in slalom speciale.
Anche ai XXI Giochi olimpici invernali di Vancouver 2010 ha gareggiato in tutte le specialità, chiudendo 45º nella discesa libera, 28º nel supergigante, 38º nello slalom gigante, 23º nello slalom speciale e 21º nella supercombinata.

### Stagioni 2011-2022
Ai Mondiali di Garmisch-Partenkirchen 2011 è stato 53º nello slalom gigante e non ha concluso supergigante e slalom speciale, mentre nella rassegna iridata di due anni dopo, Schladming 2013, si è piazzato 23º nella supercombinata e non ha finito lo slalom speciale. Nelle Olimpiadi disputate in patria, Soči 2014, si è classificato 14º nello slalom speciale e 30º nella supercombinata.
Nella stagione successiva in Coppa del Mondo ha ottenuto il primo podio, il 14 dicembre 2014 nello slalom speciale di Åre (3º), e la prima vittoria, il 27 gennaio 2015 sulla Planai di Schladming; ai Mondiali di Vail/Beaver Creek 2015 è stato 8º nello slalom speciale. Due anni dopo, ai Mondiali di Sankt Moritz 2017, si è classificato 5º nello slalom speciale. Ai XXIII Giochi olimpici invernali di Pyeongchang 2018 si è classificato 17º nello slalom speciale e 9º nella gara a squadre; l'anno dopo ai Mondiali di Åre 2019 è stato 15º nello slalom speciale, mentre a quelli di Cortina d'Ampezzo 2021 non ha completato lo slalom speciale. Ai XXIV Giochi olimpici invernali di Pechino 2022 si è classificato 10º nello slalom speciale. È inattivo dalla fine di quella stessa stagione 2021-2022 poiché in seguito all'invasione russa dell'Ucraina del 2022 gli atleti russi sono stati esclusi dalle competizioni riconosciute dalla Federazione internazionale sci e snowboard.

## Palmarès

### Coppa del Mondo
- Miglior piazzamento in classifica generale: 13º nel 2015
- 10 podi:
  - 1 vittoria
  - 9 terzi posti

#### Coppa del Mondo - vittorie
| Data            | Località   | Paese   | Specialità |
| --------------- | ---------- | ------- | ---------- |
| 27 gennaio 2015 | Schladming | Austria | SL         |

Legenda:

SL = slalom speciale

### Coppa Europa
- Miglior piazzamento in classifica generale: 35º nel 2009
- 5 podi:
  - 2 secondi posti
  - 3 terzi posti

### Campionati russi
- 27 medaglie[2]:
  - 13 ori (slalom speciale nel 2006; slalom speciale nel 2007; slalom speciale nel 2008; slalom speciale nel 2009; slalom speciale, supercombinata nel 2010; slalom speciale nel 2011; slalom gigante, slalom speciale nel 2012; slalom gigante nel 2014; slalom speciale nel 2018; slalom speciale nel 2021; slalom speciale nel 2022)
  - 8 argenti (slalom gigante nel 2008; discesa libera nel 2010; slalom gigante nel 2011; supercombinata nel 2012; supergigante nel 2013; slalom speciale nel 2014; slalom speciale nel 2016; slalom speciale nel 2019)
  - 6 bronzi (slalom speciale nel 2001; slalom speciale nel 2004; supergigante, slalom gigante nel 2010; supergigante nel 2012; slalom speciale nel 2013)